# Maják Sääretuka
Maják Sääretuka (estonsky Sääretüki tuletorn, také Sääretuka tuletorn) stojí na jižním pobřeží poloostrova Sandla v jižní části ostrova Saaremaa asi pět kilometrů od vesnice Sandla v obci Pitha v kraji Saaremaa v Baltském moři v Estonsku. Je ve správě Estonského úřadu námořní dopravy (Veeteede Amet, EVA), kde je veden pod registračním číslem 977.
Navádí lodi v severní části Rižského zálivu.

## Historie
Maják byl postaven v roce 1954 podle stejné typové řady jako maják Loode a Kaavi.
Dosvit acetylénové svítilny byl v roce 1966 snížen z 9 nm na 8 nm. V roce 1980 byla provedena elektrifikace majáku a jako napájecí zdroj byl použit radioizotopový termoelektrický generátor. Ten byl v roce 1993 odstraněn a rok byl mimo provoz. Maják byl rekonstruován, plně automatizován a uveden do provozu v roce 1995. Jako elektrické napájení slouží sluneční panely a větrná turbína. Charakteristika signálu byla Fl (2) W 10s s dosvitem 7 nm.
V roce 1999 firma Tideland Signal Ltd. maják vybavila novou lampou typu ML-300 a byla změněna charakteristika na Fl (3) W 15s s dosvitem 6 nm.

## Popis
Hranolová železobetonová věž vysoká 15 metrů je ukončena přesahujícím ochozem a lampou umístěnou na sloupku vysokém 1,6 m. Nad vchodem je obvodová římsa. Maják má bílou barvu. V roce 2008 byly instalovány LED lampy.

### Data
| Barva                                        | bílá    | Zdroj                   |
| Výška světla (m n. m.)                       | 19,7    | [ 3 ] [ 2 ] [ 8 ] [ 9 ] |
| Charakteristika 0,5+1,5+0,5+1,5+0,5+10,5=15s |         | [ 3 ] [ 2 ] [ 8 ] [ 9 ] |
| Azimut                                       | 0°–360° | [ 3 ] [ 2 ] [ 8 ] [ 9 ] |
| Výseč                                        | 360°    | [ 3 ] [ 2 ] [ 8 ] [ 9 ] |
| Dosvit [nm]                                  | 6       | [ 3 ] [ 2 ] [ 8 ] [ 9 ] |

### Označení
- Admiralty: C3626
- ARLHS: EST-054
- NGA: 12658
- EVA 977